# پس‌تصویر
پس تصویر یا تصویر بازمانده (به انگلیسی: Afterimage) یکی از توهّمات نورانی است که به حالتی اشاره می‌کند که تصویری، پس از اینکه از دید فردی خارج شده است، همچنان مشاهده می‌شود. یکی از  متداولترین موارد بازماندن تصویر که به راحتی قابل تجربه است، هنگامی است که مدتی به یک منبع نور خیره می‌شوید و زمانی که نگاه خود را از آن بر می‌دارید، اثرات و تصویری از آن را همچنان مشاهده می‌کنید. در هنگام مشاهدهٔ تصویر بازمانده، در مواردی که نور در محیط زیاد است، بستن چشم به احساس رنگ‌های تصویر بازمانده کمک می‌کند.

اگر به این تصویر به مدت ۲۰ الی ۶۰ ثانیه خیره شوید، سپس به یک جسم سفید نگاه کنید، پس‌تصویر ظاهر می‌شود.

تصویرهای بازمانده در دو حالت  تصویربازمانده‌ی معکوس (با رنگ‌های معکوس نسبت به تصویر اصلی) و تصویربازمانده‌ی مثبت (حفظ رنگ مانند تصویر اولیه) ممکن است اتفاق بیفتند. علت اتفاق نوع تصویربازمانده‌ی مثبت همچنان به‌طور کامل شناخته نشده است، اما یکی از علت‌های اصلی آن را رفتار انطباقی نورون‌ها میدانند. از طرفی تصویرهای بازمانده‌ی معکوس یکی از خواص شناخته شدهٔ شبکیهٔ چشم هستند و به‌طور کامل شناخته شده هستند.

## تصویربازمانده‌ی معکوس
تصویربازمانده‌ی معکوس هنگامی رخ می‌دهند که گیرنده‌های نوری چشم، به‌طور اصلی سلولهای مخروطی، با ورودی و فعالیت بیش از حد انطباق یافته و حساسیت خود را از دست می‌دهند.

## دیگر تصاویر

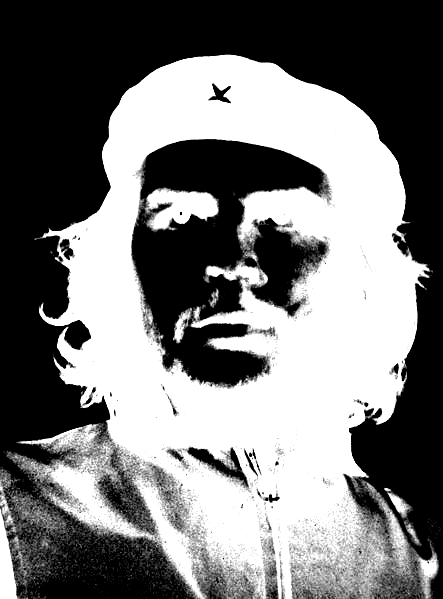
تصویر چگوارا
تصویر عیسی مسیح